# Подберезский, Дмитрий Альбертович
Дмитрий Альбертович Подберезский (бел. Зміцер Альбертавіч Падбярэзскі, бел. Дзмітрый Альбертавіч Падбярэзскі (альтернативное написание имени), классич. бел. Зьміцер Альбэртавіч Падбярэскі; род. 1952, Минск) – белорусский музыкальный журналист и критик, писатель и телеведущий.

## Биография
Родился в 1952 году в Минске. Выпускник филологического факультета БГУ 1974 года. По окончании университета отрабатывал два года учителем, потом был администратором объединения «бел. Летапіс» киностудии «Беларусьфильм».
В 1980-х годах занимал должность председателя минского клуба любителей джаза. Член Союза белорусских писателей с 1994 года, Белорусской ассоциации журналистов с 1998 года. С 2011 года один из руководителей лейбла «Dzida Music».
Член жюри конкурсных частей польских музыкальных фестивалей «пол. Noc bluesowa» в 2000–2005 годах, «Басовище» в 2006–2007 годах, белорусского «Cover King» в 2014 году.
Известен по работе в изданиях: сайт «Experty.by«, «Белорусская деловая газета», радио «Свобода», журнал «Мастацтва» (заместитель главного редактора с 2014 года). Писал на музыкальную тематику с середины 1970-х годов для «Знамени юности», «Рабочей смены», «Літаратуры і мастацтва», «Беларуси», «Нашей Нiвы», «Маладосці», «Tuzin.fm», «Клуба и художественной самодеятельности», «Jazz-Квадрата», «Melodie», Jazz Forum» и других газет, журналов и сайтов.
В 1970-х– 1980-х годах на «Беларусь 1« вёл передачи «классич. бел. Сустрэнемся пасьля адзінаццаці», «бел. Тэледыскатэка».
В 1990-х годах вёл передачу «бел. Музыка тоўстых» на радио «Беларуская маладзёжная» и её правоприемнице «Радио 101.2» до их закрытия властями. В 2000-х вёл передачи «классич. бел. Мэлёдыя дня» и «классич. бел. Па-за тактам» на радио «Свобода».
Является автором «Энцыклапедыі беларускай папулярнай музыкі» (рус. Энциклопедии белорусской популярной музыки"), работа над которой шла более шести лет. Первая презентация издания прошла 2 июня 2008 года в минском клубе «Граффити» («Графіці»). Впоследствии фолиант был презентован на «Славянском базаре» в Витебске в 2009 году.

## Книги
- «бел. Уверцюра: апавяданні і аповесць» (издательство «Мастацкая літаратура[бел.]», 1990)[23][24]
- «бел. Музыка: вопыт, праблемы, рэклама, інфармацыя» (издательство Музыкального общества БССР, 1989) (редактор)
- «Сола на саксафоне»
- «Запретная музыка с 30-х годов: толковый словарь терминологии популярной музыки» (1994)
- «Музычны слоўнік беларуска-рускі = Музыкальный словарь русско-белорусский» (издательство «бел. Беларуская навука», 1999) (соавтор)
- «бел. Саксафон Чынгісхана: апавяданні, аповесці, раман» (издательство «БТН-Информ», 2000)[25][26]
- «Белорусский ежегодник, 2006: сборник обзорных и аналитических материалов по развитию ситуации в Республике Беларусь в 2006 году» (издательство Вильнюсского университета, 2007) (соавтор)
- «бел. Энцыклапедыя беларускай папулярнай музыкi» (издательство «Зміцер Колас[бел.]», 2008)[27][28]
- «Брыдкія аповеды» (издательство «бел. Каўчэг» (рус. Ковчег), 2015)[29]

## Оценки
Вецер Мэханiчны, сооснователь портала «Tuzin.fm», будучи интервьюируемым Ольгой Самусик из «Музыкальной газеты» в 2005 году, причислил Подберезского к числу «ведущих музыкальных журналистов и критиков».
Виктория Попова, журналистка «Советской Белоруссии», по итогам презентации книги «бел. Энцыклапедыя беларускай папулярнай музыкi» в 2008 году высоко оценила усилия автора: «Об отсутствии шоу-бизнеса в стране мы можем „гундосить“ годами, но вот составить справочник артистов в оболочке „Энциклопедии белорусской популярной музыки“ сподобился только один — Дмитрий Подберезский». Высокую оценку изданию дали и представители рок-истеблишмента: Александр Куллинкович, фронтмен группы «Нейро Дюбель», отметил, что автор проделал огромную и очень нужную работу как для артистов, так и для поклонников («Такие издания очень нужные и очень полезные. И их должно быть много»), Юрий Цыбин, организатор церемонии «Рок-коронация», похвалил сборник: «Именно такие издания Беларуси нужны. Не было ещё, чтобы в этой сфере что-то такое фундаментальное делалось. Это очень солидное издание».
В 2011 году на вопрос Дмитрия Бояровича с «Ultra-music.com» о стоящих белорусских музыкальных критиках Павел Свердлов, редактор Европейского радио для Беларуси, среди прочих отметил и Дмитрия Подберезского, потому что тот «годно пишет про музыку».

## Личная жизнь
Женат, имеет двух сыновей.